# Liste der Biografien/Gord
Liste der Biografien |
Portal Biografien |
Personensuche
# |
A |
B |
C |
D |
E |
F |
G |
H |
I |
J |
K |
L |
M |
N |
O |
P |
Q |
R |
S |
T |
U |
V |
W |
X |
Y |
Z |
?
 
Ga |
Gb |
Gc |
Gd |
Ge |
Gf |
Gh |
Gi |
Gj |
Gk |
Gl |
Gm |
Gn |
Go |
Gp |
Gq |
Gr |
Gs |
Gu |
Gv |
Gw |
Gy |
Gz
 
Goa |
Gob |
Goc |
God |
Goe |
Gof |
Gog |
Goh |
Goi |
Goj |
Gok |
Gol |
Gom |
Gon |
Goo |
Gop |
Gor |
Gos |
Got |
Gou |
Gov |
Gow |
Goy |
Goz
 
Gora |
Gorb |
Gorc |
Gord |
Gore |
Gorf |
Gorg |
Gorh |
Gori |
Gorj |
Gork |
Gorl |
Gorm |
Gorn |
Goro |
Gorp |
Gorr |
Gors |
Gort |
Goru |
Gorv |
Gory |
Gorz
Die Liste der Biografien führt alle Personen auf, die in der deutschsprachigen Wikipedia einen Artikel haben. Dieses ist eine Teilliste mit 374 Einträgen von Personen, deren Namen mit den Buchstaben „Gord“ beginnt.

## Gord

### Gorda
- Gordan, Alexander (1926–2008), deutscher Texter, Komponist, Sänger, Arrangeur und Musikproduzent
- Gordan, Martin, deutscher Eiskunstläufer
- Gordan, Paul (1837–1912), deutscher Mathematiker
- Gordan, Paulus (1912–1999), deutscher Benediktinermönch
- Gordanshekan, Susan (* 1978), deutsch-iranische Regisseurin und Drehbuchautorin

### Gorde
- Gordeev, Valeria (* 1986), deutsche Schriftstellerin und Illustratorin
- Gordejew, Alexei Wassiljewitsch (* 1955), russischer Politiker
- Gordejew, Artjom Sergejewitsch (* 1988), russischer Eishockeyspieler
- Gordejew, Fjodor Gordejewitsch (1744–1810), russischer Bildhauer und Hochschullehrer
- Gordejew, Maxim (* 1995), kirgisischer Skirennläufer
- Gordejew, Sergei Eduardowitsch (* 1972), russischer Immobilienunternehmer und Abgeordneter der Region Perm im russischen Föderationsrat
- Gordejewa, Irina Andrejewna (* 1986), russische Hochspringerin
- Gordejewa, Jekaterina Alexandrowna (* 1971), russische EiskunstläuferinJekaterina Alexandrowna Gordejewa (* 1971)

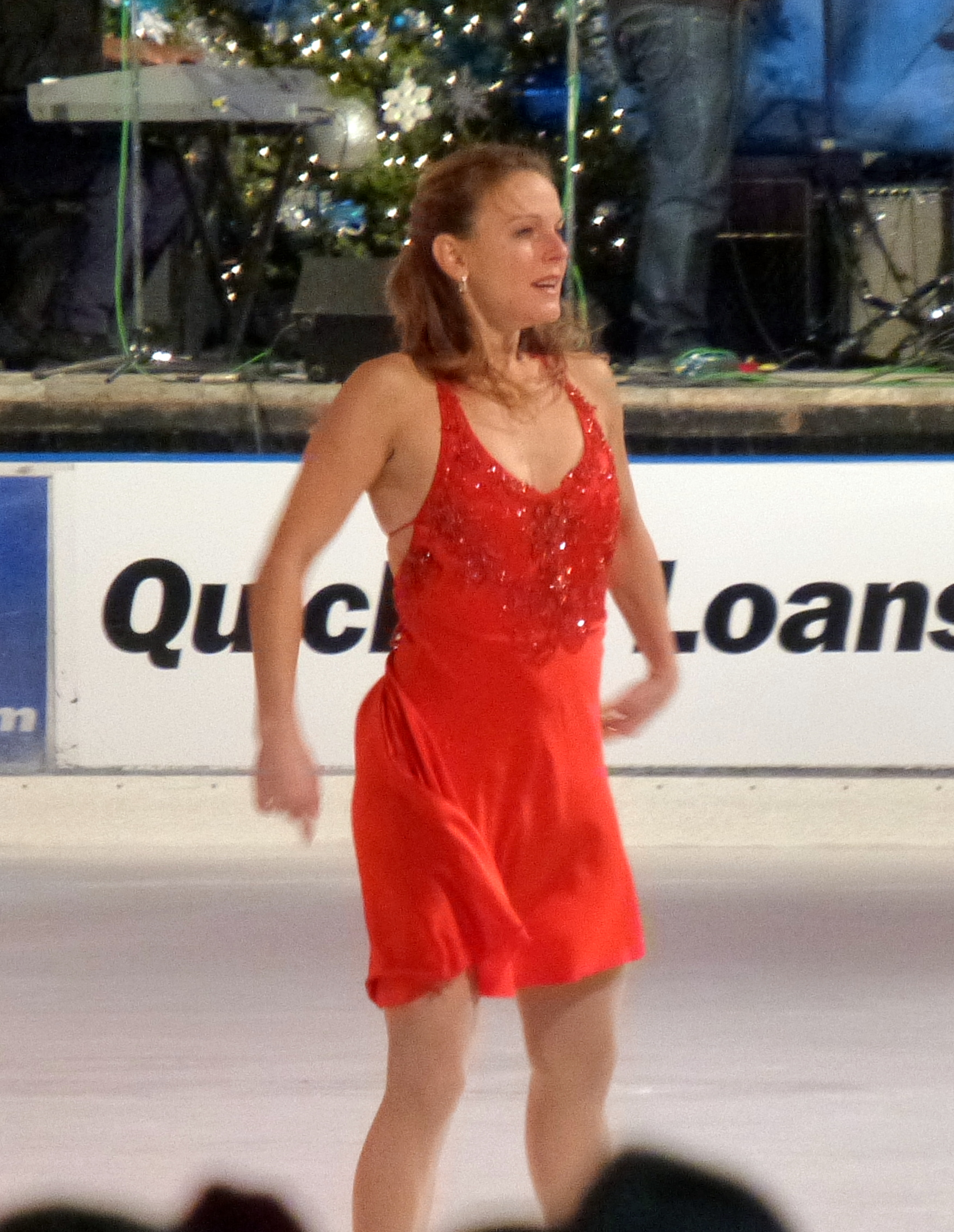
Jekaterina Alexandrowna Gordejewa (* 1971)

- Gordejewa, Katerina Wladimirowna (* 1977), russische Journalistin, Reporterin, Moderatorin, Dokumentarfilmemacherin, Bloggerin und Schriftstellerin
- Gordeladze, Catherine (* 1971), deutsch-georgische Pianistin
- Gorden, Fred A. (* 1940), US-amerikanischer Offizier, Generalmajor der US-Army
- Gorden, Sarah (* 1992), US-amerikanische Fußballspielerin
- Gordeno, Peter (* 1964), britischer Songschreiber und Produzent
- Gördes, Bernd (* 1945), deutscher Ruderer
- Gördes, Rita, deutsche Tischtennisspielerin

### Gordh
- Gordhan, Pravin (1949–2024), südafrikanischer Politiker

### Gordi
- Gordian I., römischer Kaiser
- Gordian II., römischer Kaiser gemeinsam mit Gordian I. (238)
- Gordian III. (225–244), römischer KaiserGordian III. (225–244)

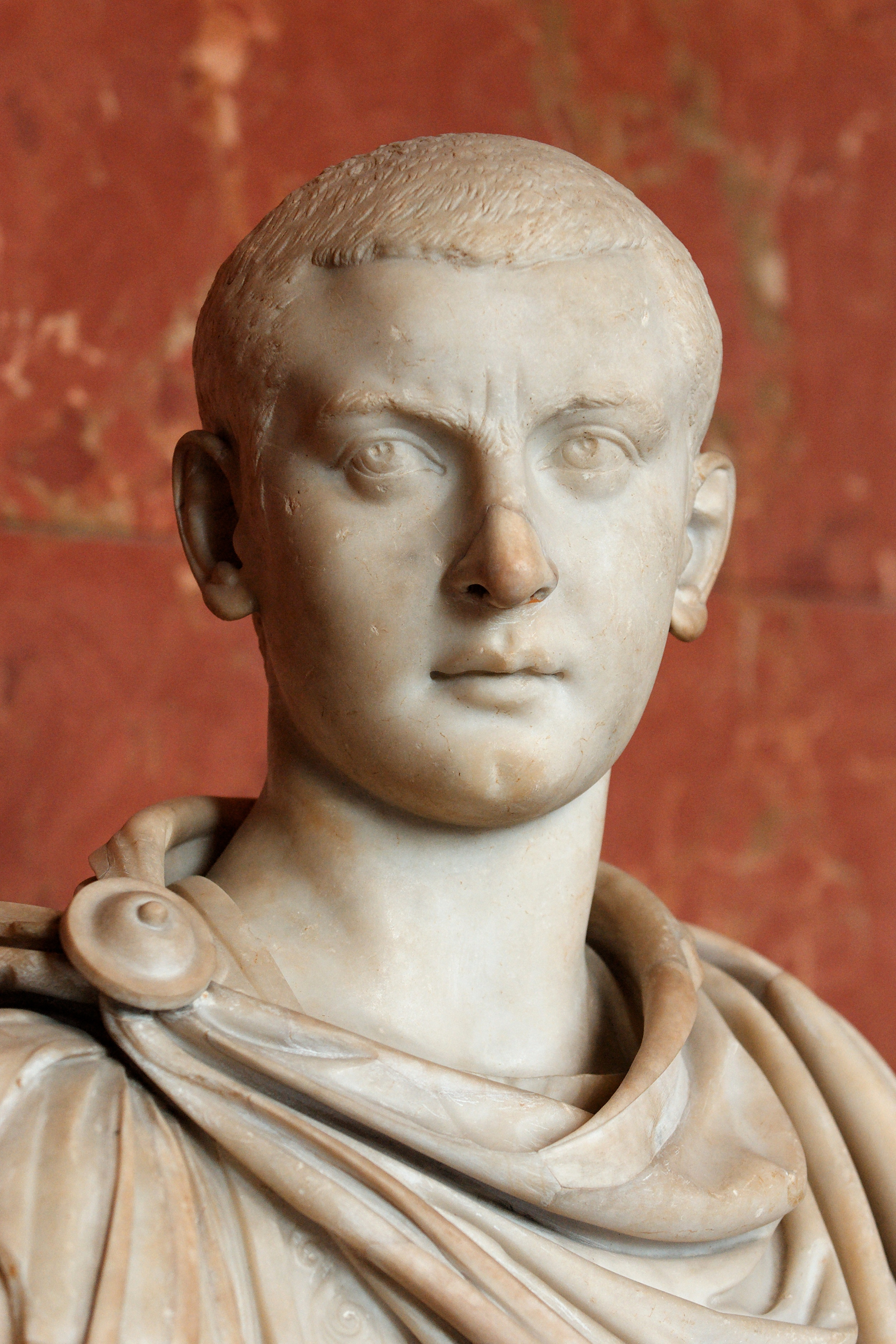
Gordian III. (225–244)

- Gordian, Lucie (1918–2000), österreichisch-australische Schwimmerin
- Gordian, Robert (1938–2017), deutscher Schriftsteller
- Gordianus († 362), Märtyrer und Heiliger der orthodoxen und römisch-katholischen Kirche, Stadtpatron der Stadt Kempten (Allgäu)
- Gordić, Nemanja (* 1988), bosnischer Basketballspieler
- Gordien, Fortune (1922–1990), US-amerikanischer Leichtathlet
- Gordienko, Natalia (* 1987), moldauische Popsängerin
- Gordigiani, Michele (1835–1909), italienischer Porträtmaler
- Gordijenko, Wassili Iwanowitsch (* 1914), sowjetischer Marathonläufer
- Gordijewski, Oleg Antonowitsch (* 1938), sowjetischer Geheimdienstler und Überläufer
- Gordijuk, Wiktor Iossifowitsch (* 1970), russischer Eishockeyspieler
- Gordilho, Carlos Alberto Moniz (1887–1958), brasilianischer Diplomat
- Gordillo, Elba Esther (* 1945), mexikanische Gewerkschafterin und Politikerin
- Gordillo, Rafael (* 1957), spanischer Fußballspieler
- Gordimer, Nadine (1923–2014), südafrikanische Schriftstellerin und NobelpreisträgerinNadine Gordimer (1923–2014)

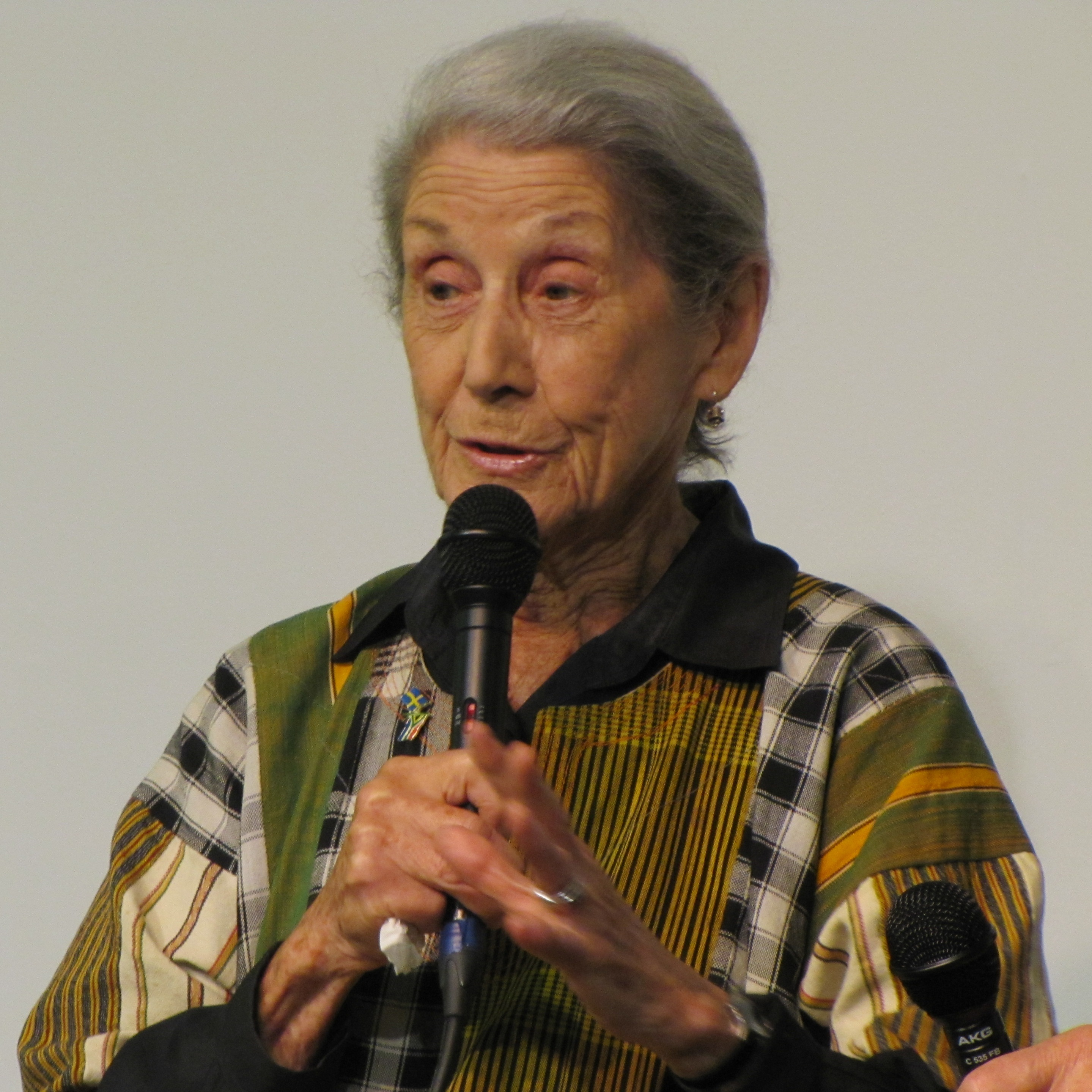
Nadine Gordimer (1923–2014)

- Gordin, Jakob (1853–1909), jiddischer Schriftsteller
- Gordin, Michael (* 1974), US-amerikanischer Wissenschaftshistoriker und Slawist
- Gordin, Ori (* 1969), israelischer Generalmajor
- Gordini, Aldo (1921–1995), französischer Rennfahrer
- Gordini, Terry (* 1979), italienische Boxerin
- Gordios, kappadokischer Adliger, Agent des Mithridates VI.
- Gordius, römischer Offizier und christlicher Märtyrer

### Gordj
- Gordjagin, Andrei Jakowlewitsch (1865–1932), russischer Geobotaniker und Hochschullehrer

### Gordo
- Gordo Rodríguez, Sergi (* 1967), spanischer Geistlicher, römisch-katholischer Bischof von Tortosa
- Gordo, Adolpho (1858–1929), brasilianischer Rechtsanwalt und Politiker
- Gordo, Daniel (* 1981), spanischer Handballspieler und -trainer

#### Gordoa
- Gordoa, Emilio (* 1987), mexikanischer Improvisationsmusiker (Vibraphon)

#### Gordon

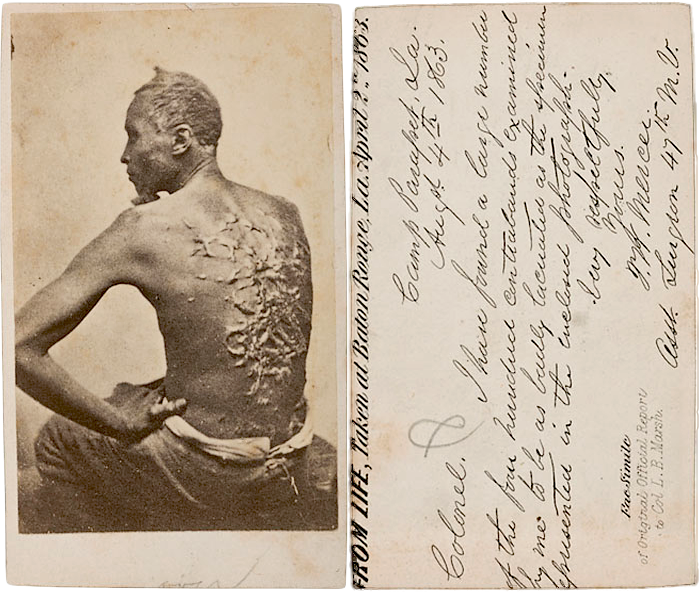
Gordon

- Gordon, Sklave und US-SoldatGordon

###### Gordon G
- Gordon Gulick, Alice (1847–1903), US-amerikanische Missionslehrerin und Schulgründerin

###### Gordon L
- Gordon Lennox, Bernard (1932–2017), britischer Offizier und Generalmajor

###### Gordon O
- Gordon of Lochinvar, William, schottischer Adliger
- Gordón Ordás, Félix (1885–1973), spanischer Diplomat und Politiker

###### Gordon W
- Gordon Walker, Patrick (1907–1980), britischer Politiker (Labour Party)

##### Gordon, A – Gordon, Z

###### Gordon, A
- Gordon, Aaron (* 1995), US-amerikanischer Basketballspieler
- Gordon, Adam Lindsay (1833–1870), australischer Schriftsteller
- Gordon, Adoniram Judson (1836–1895), US-amerikanischer Baptistenpastor, Kirchenliedkomponist und Schulgründer
- Gordon, Aharon David (1856–1922), jüdischer Schriftsteller in hebräischer Sprache und Zionist
- Gordon, Alastair (1928–2007), australischer Sprinter
- Gordon, Alastair (* 1976), australischer Ruderer
- Gordon, Alastair, 6. Marquess of Aberdeen and Temair (1920–2002), britischer Künstler und Peer
- Gordon, Albert Hamilton (1901–2009), US-amerikanischer Wirtschaftswissenschaftler und Unternehmer
- Gordon, Alexander Garrijewitsch (* 1964), russischer TV-Moderator, Journalist, Filmregisseur und Schauspieler
- Gordon, Alexander, 1. Earl of Huntly († 1470), schottischer Adliger
- Gordon, Alexander, 2. Baronet (1650–1726), schottischer Adliger
- Gordon, Alexander, 3. Earl of Huntly († 1524), schottischer Peer
- Gordon, Alexander, 4. Duke of Gordon (1743–1827), britischer Peer
- Gordon, Alexander, 7. Marquess of Aberdeen and Temair (1955–2020), britischer Adliger
- Gordon, Andreas (1712–1751), schottischer Theologe, Philosoph, Physiker und Benediktinermönch
- Gordon, Andrew, US-amerikanischer Schriftsteller
- Gordon, Andrew (* 1951), britischer Marineoffizier und Marinehistoriker
- Gordon, Andrew (* 1985), kanadischer Eishockeyspieler
- Gordon, Andy, US-amerikanischer Produzent und Drehbuchautor
- Gordon, Anthony (* 2001), englischer FußballspielerAnthony Gordon (* 2001)

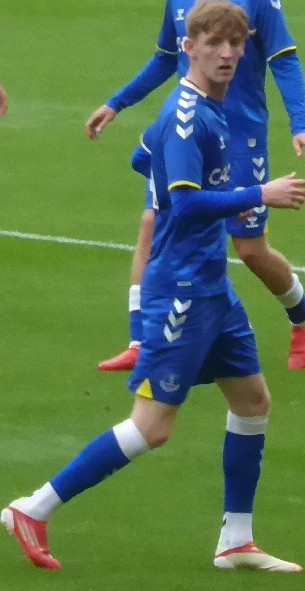
Anthony Gordon (* 2001)

- Gordon, Archibald, 5. Marquess of Aberdeen and Temair (1913–1984), britischer Adeliger
- Gordon, Arthur Ernest (1902–1989), US-amerikanischer klassischer Philologe
- Gordon, Arturo (1883–1944), chilenischer Maler
- Gordon, Augusta (1803–1865), britische Adlige und Mutter der Schriftstellerin Wilhelmina FitzClarence

###### Gordon, B
- Gordon, Barry (* 1948), US-amerikanischer Schauspieler
- Gordon, Bart (* 1949), US-amerikanischer Politiker (Demokratische Partei)
- Gordon, Basil (1931–2012), US-amerikanischer Mathematiker
- Gordon, Ben (* 1983), britisch-amerikanischer ehemaliger Basketballspieler
- Gordon, Ben (* 1985), US-amerikanischer Eishockeyspieler und -trainer
- Gordon, Benjamin, US-amerikanischer Dirigent, Arrangeur und Komponist
- Gordon, Bert I. (1922–2023), US-amerikanischer Filmregisseur
- Gordon, Bob (1928–1955), US-amerikanischer Jazz-Saxofonist
- Gordon, Bobby (1941–2013), US-amerikanischer Jazzmusiker
- Gordon, Boyd (* 1983), kanadischer Eishockeyspieler
- Gordon, Bruce, südafrikanischer Schauspieler und Regisseur
- Gordon, Bruce (1916–2011), US-amerikanischer Schauspieler
- Gordon, Burton LeRoy (1920–2015), US-amerikanischer Geograph

###### Gordon, C
- Gordon, C. Henry (1883–1940), US-amerikanischer Schauspieler
- Gordon, Cameron, US-amerikanischer Schauspieler und Filmtechniker
- Gordon, Cameron (* 1945), britischer Mathematiker
- Gordon, Carolyn (* 1950), US-amerikanische Mathematikerin
- Gordon, Cecil (1941–2012), US-amerikanischer NASCAR-Fahrer und NASCAR-Teambesitzer
- Gordon, Charles, schottischer Politiker
- Gordon, Charles (1947–2020), US-amerikanischer Filmproduzent
- Gordon, Charles George (1833–1885), britischer GeneralCharles George Gordon (1833–1885)

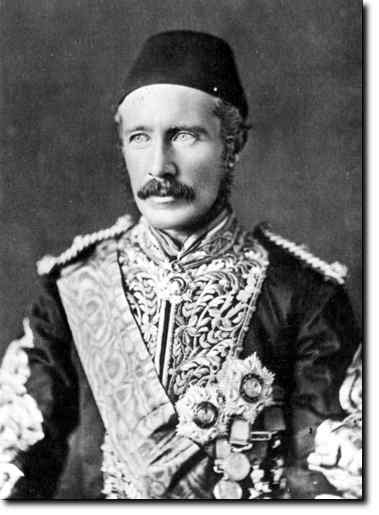
Charles George Gordon (1833–1885)

- Gordon, Charles Jason (* 1959), trinidadischer Geistlicher und römisch-katholischer Erzbischof von Port of Spain
- Gordon, Charles, 1. Earl of Aboyne († 1681), schottischer Adliger
- Gordon, Chrisann (* 1994), jamaikanische Leichtathletin
- Gordon, Christopher (* 1986), US-amerikanischer Squashspieler
- Gordon, Colin (1907–1980), britischer Hochspringer
- Gordon, Colin (1911–1972), britischer Schauspieler
- Gordon, Cosmo, 3. Duke of Gordon (1720–1752), britischer Peer
- Gordon, Craig (* 1982), schottischer Fußballspieler
- Gordon, Curtis (1928–2004), US-amerikanischer Country- und Rockabilly-Sänger
- Gordon, Cyrus H. (1908–2001), US-amerikanischer Semitist und Orientalist

###### Gordon, D
- Gordon, Daniel (* 1985), deutsch-jamaikanischer Fußballspieler
- Gordon, Danso (* 1979), kanadischer Schauspieler und Regisseur
- Gordon, David (1774–1829), schottischer Erfinder
- Gordon, David († 1886), jüdischer Journalist und Herausgeber
- Gordon, David (1865–1946), australischer Politiker, Mitglied des Australischen Repräsentantenhauses, Präsident des South Australian Legislative Council
- Gordon, David, 4. Marquess of Aberdeen and Temair (1908–1974), britischer Adeliger
- Gordon, Dean (* 1973), englischer Fußballspieler
- Gordon, Deborah M. (* 1955), US-amerikanische Biologin und Hochschullehrerin
- Gordon, Deschanel, britischer Jazzmusiker (Piano, Orgel, Komposition)
- Gordon, Dexter (1923–1990), US-amerikanischer TenorsaxophonistDexter Gordon (1923–1990)

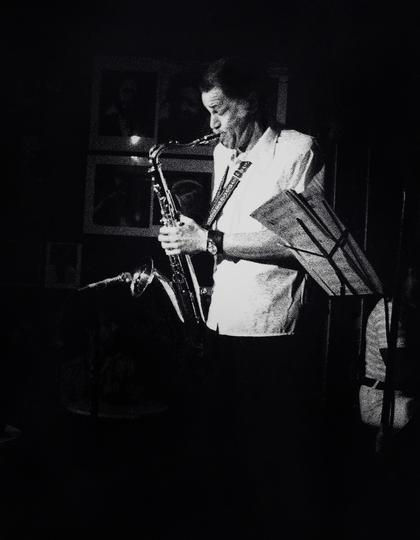
Dexter Gordon (1923–1990)

- Gordon, Don (1926–2017), US-amerikanischer Schauspieler
- Gordon, Donald E. (1931–1984), amerikanischer Kunsthistoriker
- Gordon, Doris (1890–1956), neuseeländische Ärztin, Universitätsdozentin, Reformerin im Bereich der Gesundheit für Frauen und der Geburtshilfe
- Gordon, Douglas (1929–1998), britischer Filmproduzent
- Gordon, Douglas (* 1966), schottischer Künstler
- Gordon, Dudley, 3. Marquess of Aberdeen and Temair (1883–1972), britischer Adeliger

###### Gordon, E
- Gordon, Ed (1908–1971), US-amerikanischer Weitspringer
- Gordon, Edward B. (* 1966), deutscher Maler und Illustrator
- Gordon, Edward, Baron Gordon of Drumearn (1814–1879), schottisch-britischer Jurist und Politiker, Mitglied des House of Commons
- Gordon, Edwin (1927–2015), US-amerikanischer Musikpädagoge und -psychologe
- Gordon, Elenor (1933–2014), britische Schwimmerin
- Gordon, Elmira Minita (1930–2021), britische Politikerin, Generalgouverneurin von Belize
- Gordon, Elvis (1958–2011), britischer Judoka
- Gordon, Emily V. (* 1979), US-amerikanische Drehbuchautorin und Executive ProducerEmily V. Gordon (* 1979)

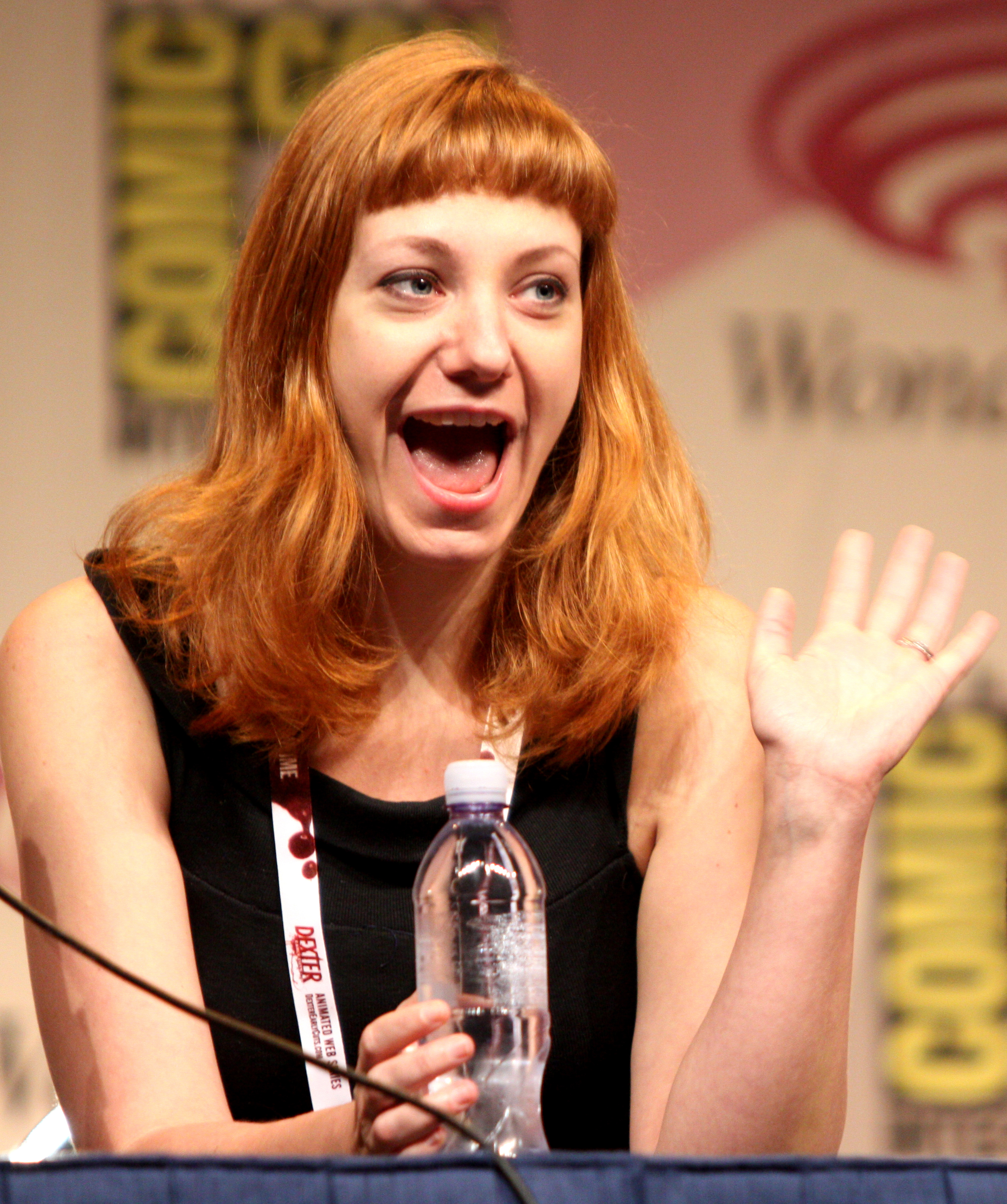
Emily V. Gordon (* 1979)

- Gordon, Emy (1841–1909), deutsche Autorin, Übersetzerin, Funktionärin der katholischen Frauenbewegung
- Gordon, Eric (* 1988), US-amerikanischer Basketballspieler
- Gordon, Ernest (1916–2002), schottischer Dekan
- Gordon, Eve (* 1960), US-amerikanische Schauspielerin

###### Gordon, F
- Gordon, Frances, schottisch-britische Suffragette
- Gordon, Francois (* 1953), britischer Diplomat
- Gordon, Frank (* 1938), US-amerikanischer Jazzmusiker (Trompete)
- Gordon, Franz Adolf von (1865–1942), preußischer Gutsbesitzer und Politiker
- Gordon, Franz August von (1837–1896), preußischer Gutsbesitzer und Politiker, MdR

###### Gordon, G
- Gordon, Gale (1906–1995), US-amerikanischer Schauspieler
- Gordon, Gary Ivan (1960–1993), US-amerikanischer SoldatGary Ivan Gordon (1960–1993)

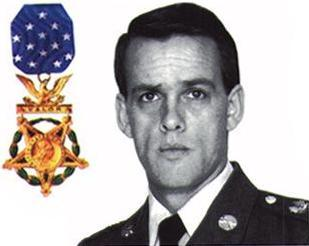
Gary Ivan Gordon (1960–1993)

- Gordon, Gary M. (* 1957), kanadischer Geistlicher, Bischof von Victoria
- Gordon, Gavin (1901–1983), US-amerikanischer Schauspieler
- Gordon, Gayle (* 1955), kanadische Eisschnellläuferin
- Gordon, Geoffrey (* 1968), US-amerikanischer Komponist
- Gordon, Geoffrey J., Informatiker und Professor am Machine Learning Department der Carnegie Mellon University
- Gordon, George (1751–1793), britischer Politiker
- Gordon, George John Robert (1812–1902), britischer Diplomat
- Gordon, George Stuart (1881–1942), britischer Literaturwissenschaftler
- Gordon, George Washington (1836–1911), amerikanischer Heeresoffizier und Politiker
- Gordon, George William (1820–1865), Sklave und späterer Politiker, der den Morant-Bay-Aufstand anführte
- Gordon, George, 1. Duke of Gordon (1649–1716), schottischer Adliger
- Gordon, George, 15. Earl of Sutherland (1633–1703), schottischer Peer und Politiker
- Gordon, George, 2. Earl of Huntly († 1501), schottischer Peer und Lordkanzler von Schottland
- Gordon, George, 2. Marquess of Aberdeen and Temair (1879–1965), britischer Peer und Politiker
- Gordon, George, 4. Earl of Huntly (1514–1562), Angehöriger des schottischen Hochadels
- Gordon, George, 5. Earl of Huntly († 1576), schottischer Hochadliger
- Gordon, Gerti (1933–2016), österreichische Tänzerin, Schauspielerin und Opernsängerin
- Gordon, Gordon (1906–2002), US-amerikanischer Schriftsteller
- Gordon, Granville, 13. Marquess of Huntly (* 1944), britischer Peer und Politiker der Conservative Party
- Gordon, Gray (1904–1976), US-amerikanischer Jazzmusiker und Orchesterleiter
- Gordon, Gregory (* 1960), US-amerikanischer römisch-katholischer Geistlicher, Weihbischof in Las Vegas

###### Gordon, H
- Gordon, H. Scott (1924–2019), kanadischer Ökonom und Wissenschaftler
- Gordon, Harald (* 1952), österreichischer Schriftsteller
- Gordon, Harold (1918–1959), US-amerikanischer Schauspieler
- Gordon, Harold J. Jr. (1919–1980), US-amerikanischer Historiker
- Gordon, Harry L. (1860–1921), US-amerikanischer Politiker
- Gordon, Heinz (1871–1944), deutscher Schauspieler, Regisseur, Dramaturg und Drehbuchautor
- Gordon, Helmuth von (1811–1889), preußischer General der Infanterie
- Gordon, Henry C. (1925–1996), US-amerikanischer Astronaut und Testpilot
- Gordon, Honi, US-amerikanische Jazz-Sängerin
- Gordon, Hortense (1886–1961), kanadische Malerin und eine Pionierin der abstrakten Kunst in Kanada
- Gordon, Howard (* 1961), US-amerikanischer Autor und Filmproduzent

###### Gordon, I
- Gordon, Iain, schottischer Mathematiker
- Gordon, Ian (* 1950), kanadischer Sprinter
- Gordon, Ian (* 1975), deutsch-kanadischer Eishockeytorwart
- Gordon, Ilona (* 1976), sowjetisch-amerikanische Schriftstellerin
- Gordon, Irving (1915–1996), US-amerikanischer Liedtexter

###### Gordon, J
- Gordon, Jacques (1899–1948), US-amerikanischer Geiger, Dirigent und Musikpädagoge
- Gordon, Jaimy (* 1944), US-amerikanische Hochschullehrerin und Schriftstellerin
- Gordon, Jalese (* 2001), antiguanische Seglerin
- Gordon, James (1739–1810), irisch-amerikanischer Offizier und Politiker
- Gordon, James (1833–1912), US-amerikanischer Politiker
- Gordon, James (1908–1997), US-amerikanischer Sprinter
- Gordon, James B (1907–1972), US-amerikanischer Spezialeffektkünstler und Filmtechniker
- Gordon, James Byron (1822–1864), US-amerikanischer Offizier des konföderierten Heeres im Amerikanischen Bürgerkrieg
- Gordon, James Edward (1913–1998), britischer Werkstoffwissenschaftler
- Gordon, James P. (1928–2013), US-amerikanischer Physiker
- Gordon, James Wright († 1853), US-amerikanischer Politiker und der 3. Gouverneur von Michigan (1841–1842)
- Gordon, James, 2. Baronet († 1727), schottisch-britischer Adliger
- Gordon, James, Baron Gordon of Strathblane (1936–2020), britischer Geschäftsmann und Life Peer
- Gordon, Jay (* 1967), US-amerikanischer Sänger der Rockband Orgy
- Gordon, Jay H. (1930–2007), US-amerikanischer Politiker, State Auditor von Vermont
- Gordon, Jean (1546–1629), schottische Adlige des Clan Gordon
- Gordon, Jeff (* 1971), US-amerikanischer Automobil-RennfahrerJeff Gordon (* 1971)

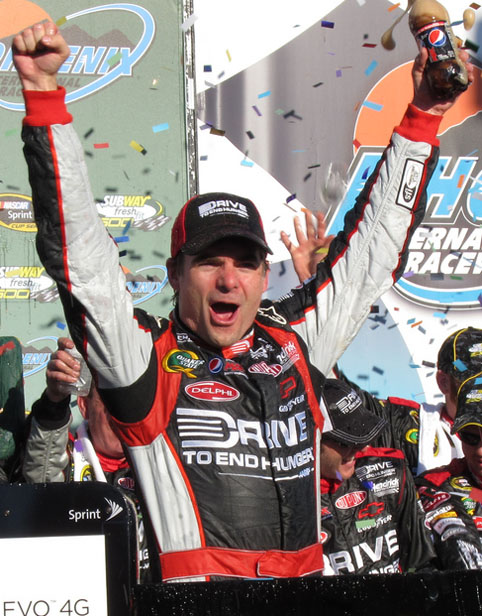
Jeff Gordon (* 1971)

- Gordon, Jeffrey D., US-amerikanischer politischer Berater
- Gordon, Jeffrey I. (* 1947), US-amerikanischer Mikrobiologe
- Gordon, Jefim (* 1950), sowjetisch-russischer Flugzeugfotograf und Buchautor
- Gordon, Jehlani (* 2003), jamaikanischer Sprinter
- Gordon, Jehuda Leib (1830–1892), hebräischer Dichter, Herausgeber
- Gordon, Jehue (* 1991), Leichtathlet aus Trinidad und Tobago
- Gordon, Jekaterina Wiktorowna (* 1980), russische Journalistin, Singer-Songwriterin und politische Aktivistin
- Gordon, Jens-Uwe (* 1967), deutsch-amerikanischer Basketballspieler
- Gordon, Jim (1945–2023), US-amerikanischer Schlagzeuger und Songwriter
- Gordon, Jimmie, US-amerikanischer Bluesmusiker
- Gordon, Joe (1928–1963), US-amerikanischer Jazzmusiker
- Gordon, John († 1649), kaiserlicher Oberst und einer der Hauptbeteiligten an der Ermordung Wallensteins
- Gordon, John (1912–1981), irischer Geistlicher, römisch-katholischer Erzbischof und vatikanischer Diplomat
- Gordon, John (1939–2003), amerikanischer Jazzmusiker
- Gordon, John (* 1958), US-amerikanischer Curler
- Gordon, John (* 1967), dänischer Songwriter und Musikproduzent
- Gordon, John (* 1978), neuseeländischer Badmintonspieler
- Gordon, John Brown (1832–1904), US-amerikanischer General, Senator und Gouverneur von GeorgiaJohn Brown Gordon (1832–1904)

John Brown Gordon (1832–1904)

- Gordon, John, 1. Baronet (1610–1644), schottischer Adliger
- Gordon, John, 1. Baronet († 1713), schottisch-britischer Adliger
- Gordon, John, 1. Viscount Melgum († 1630), schottischer Adliger und Politiker
- Gordon, John, 1. Viscount of Kenmure († 1634), schottischer Adliger
- Gordon, John, 2. Viscount of Kenmure († 1639), schottischer Adliger
- Gordon, John, 3. Viscount of Kenmure (1620–1643), schottischer Adliger
- Gordon, Johnny (1931–2001), englischer Fußballtorwart
- Gordon, Jon (* 1966), US-amerikanischer Jazzmusiker
- Gordon, Jon Henry, Maskenbildner
- Gordon, Jonathan, US-amerikanischer Filmproduzent
- Gordon, Josh, US-amerikanischer Regisseur
- Gordon, Josh (* 1991), US-amerikanischer FootballspielerJosh Gordon (* 1991)

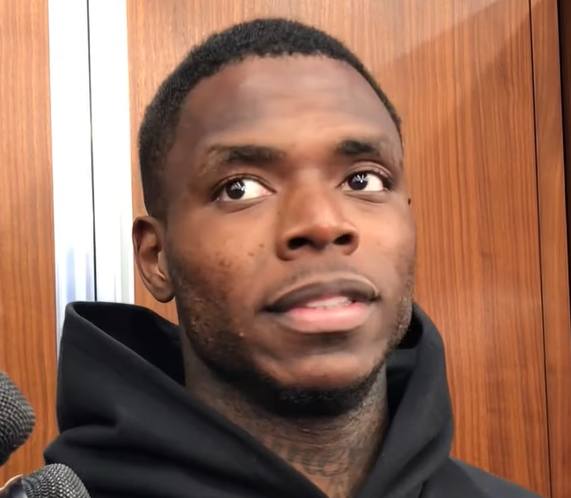
Josh Gordon (* 1991)

- Gordon, Joshua (* 1964), US-amerikanischer Cellist
- Gordon, Jul (* 1982), deutsche Comiczeichnerin und Illustratorin
- Gordon, Julie (* 1991), kanadische Beachvolleyballspielerin

###### Gordon, K
- Gordon, Kathy (* 1967), kanadische Eisschnellläuferin
- Gordon, Keith (* 1961), US-amerikanischer Schauspieler, Regisseur, Filmproduzent und Drehbuchautor
- Gordon, Kermit (1916–1976), US-amerikanischer Ökonom
- Gordon, Kim (* 1953), US-amerikanische Bassistin, Sängerin, GitarristinKim Gordon (* 1953)

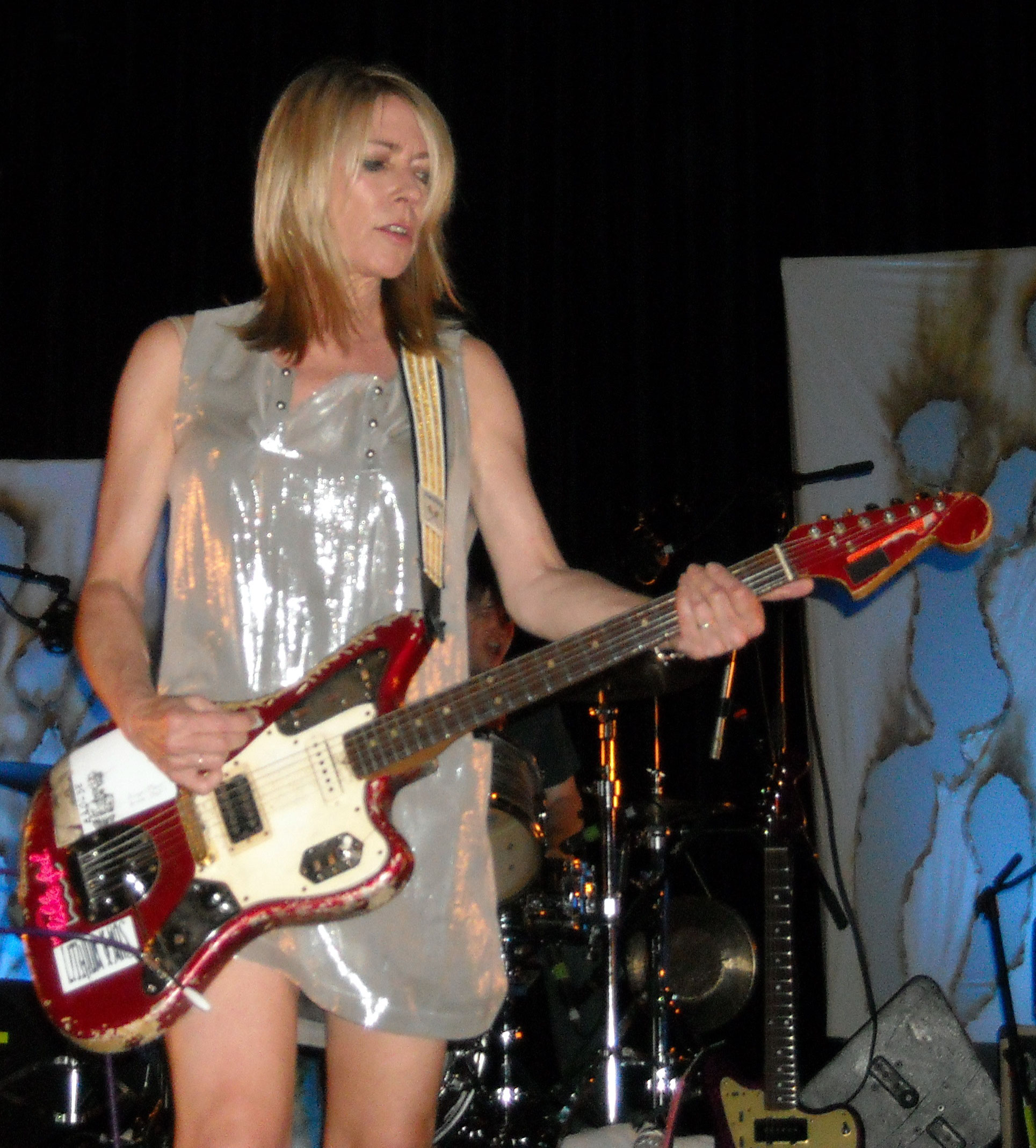
Kim Gordon (* 1953)

- Gordon, Kiowa (* 1990), US-amerikanischer Schauspieler

###### Gordon, L
- Gordon, Lalonde (* 1988), Sprinter aus Trinidad und Tobago
- Gordon, Lana J., US-amerikanische Sängerin
- Gordon, Larry (1954–1983), US-amerikanischer American-Football-Spieler
- Gordon, Larry (* 1987), US-amerikanischer Basketballspieler
- Gordon, Lars, Pornodarsteller und Kameramann
- Gordon, Lawrence (* 1936), US-amerikanischer Filmproduzent
- Gordon, Leah, deutsch-kanadische Opernsängerin (Sopran)
- Gordon, Leo (1922–2000), US-amerikanischer Schauspieler und Autor
- Gordon, Lewis (1815–1876), schottischer Ingenieur und Hochschullehrer
- Gordon, Lincoln (1913–2009), US-amerikanischer Diplomat, Wirtschaftswissenschaftler und Hochschullehrer
- Gordon, Loney (1915–1999), US-amerikanische Chemikerin
- Gordon, Lorraine (1922–2018), US-amerikanische Clubbetreiberin und Friedensaktivistin
- Gordon, Louis (1936–1976), US-amerikanischer Autor
- Gordon, Lucy (1980–2009), britische SchauspielerinLucy Gordon (1980–2009)

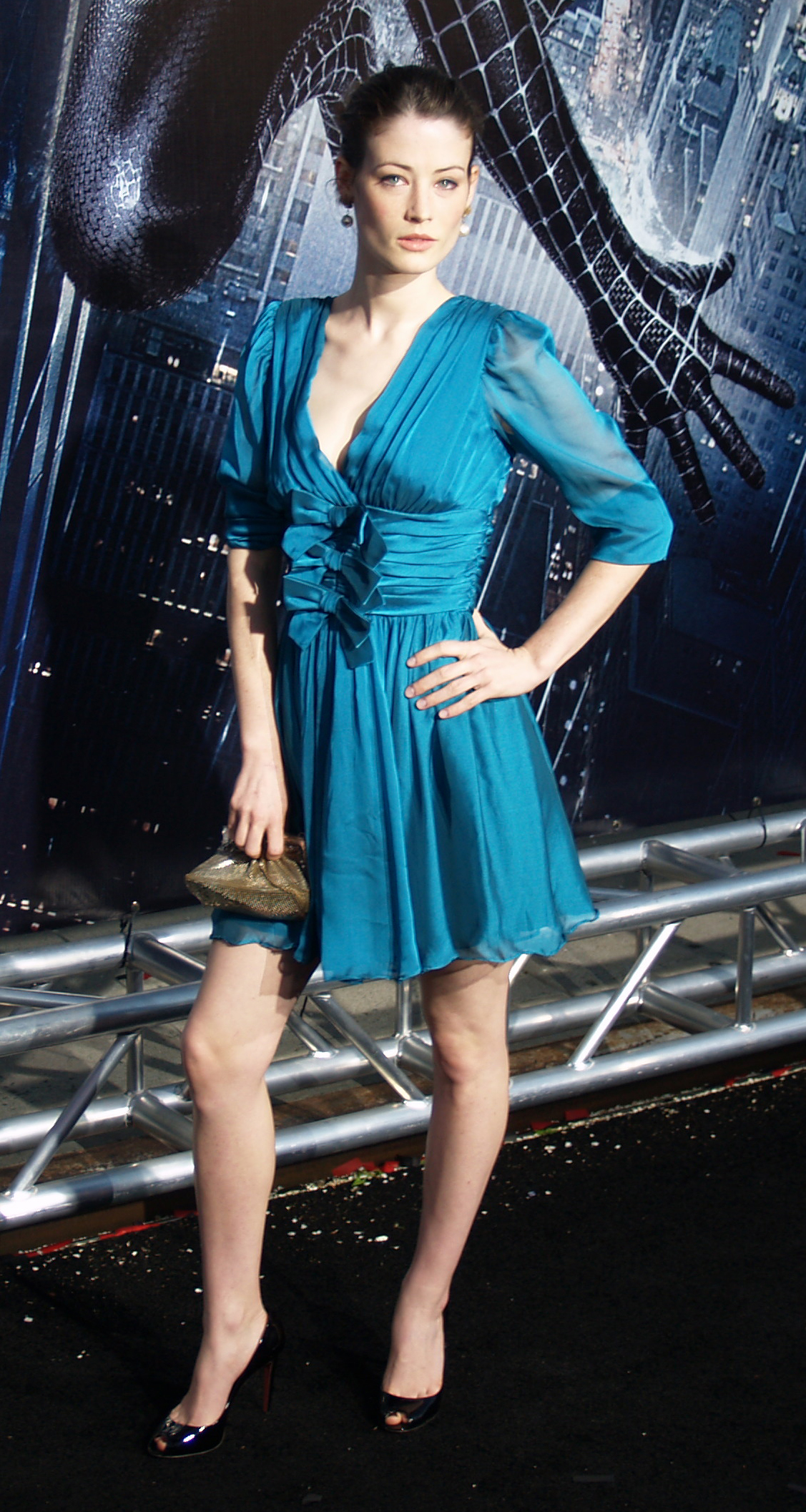
Lucy Gordon (1980–2009)

###### Gordon, M
- Gordon, Mack (1904–1959), US-amerikanischer Textdichter
- Gordon, Maria (1864–1939), britische Paläontologin und Frauenrechtlerin
- Gordon, Marie (1811–1863), österreichische Schriftstellerin
- Gordon, Marion, schottische Badmintonspielerin
- Gordon, Marjory (1931–2015), US-amerikanische Pflegewissenschaftlerin
- Gordon, Mark (* 1956), US-amerikanischer Filmproduzent
- Gordon, Mark (* 1957), US-amerikanischer Politiker
- Gordon, Mark S. (* 1942), US-amerikanischer theoretischer Chemiker
- Gordon, Mary (1882–1963), schottische Schauspielerin
- Gordon, Mary (* 1949), US-amerikanische Schriftstellerin
- Gordon, Mat (* 1983), kanadisches Model
- Gordon, Maude Turner (1868–1940), US-amerikanische Schauspielerin
- Gordon, Melvin (* 1993), US-amerikanischer Footballspieler
- Gordon, Michael (1909–1993), US-amerikanischer Regisseur und Schauspieler bei Film und Theater
- Gordon, Michael (* 1948), deutschamerikanischer Filmschauspieler
- Gordon, Michael R. (* 1951), US-amerikanischer Journalist, Korrespondent und Autor
- Gordon, Michaela (* 1999), US-amerikanische Tennisspielerin
- Gordon, Michelle (* 1964), australische Juristin und Richterin
- Gordon, Mick (* 1985), australischer Komponist und Sound-Designer
- Gordon, Mike (1957–2005), US-amerikanischer Politiker
- Gordon, Mildred (1912–1979), US-amerikanische Schriftstellerin
- Gordon, Milton M. (1918–2019), US-amerikanischer Soziologe
- Gordon, Molly (* 1994), US-amerikanische SchauspielerinMolly Gordon (* 1994)

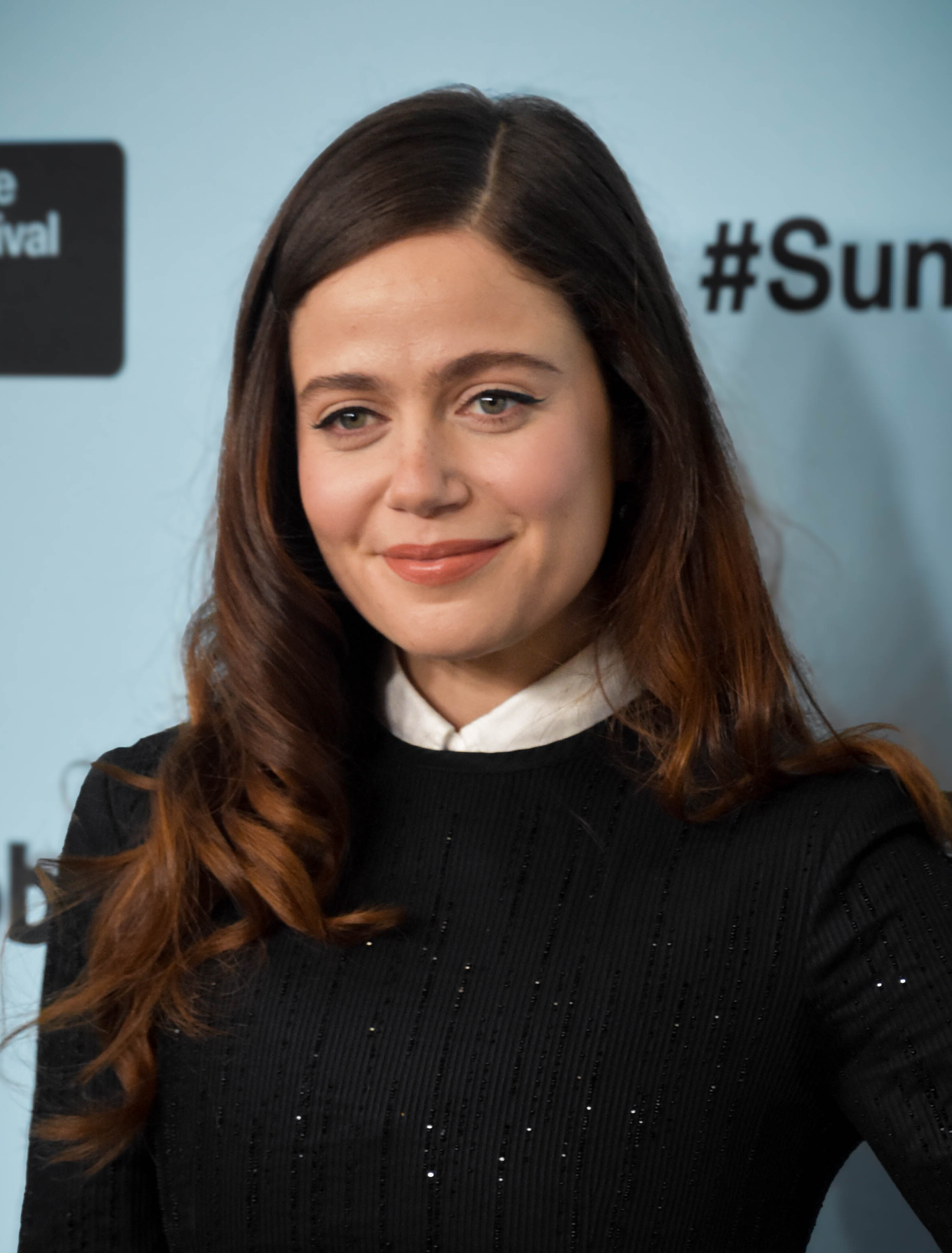
Molly Gordon (* 1994)

###### Gordon, N
- Gordon, Nada (* 1964), US-amerikanische Dichterin
- Gordon, Nathan Green (1916–2008), US-amerikanischer Politiker
- Gordon, Nathaniel (1826–1862), US-amerikanischer Sklavenhändler
- Gordon, Nehemia (* 1972), jüdisch-amerikanischer Bibelwissenschaftler, Herausgeber und Autor
- Gordon, Neve (* 1965), israelischer Rechtswissenschaftler und politischer Autor
- Gordon, Nick, Filmproduzent und Drehbuchautor
- Gordon, Nicole (* 1976), neuseeländische Badmintonspielerin
- Gordon, Nina (* 1967), US-amerikanische Rockmusikerin
- Gordon, Noah (1926–2021), US-amerikanischer SchriftstellerNoah Gordon (1926–2021)

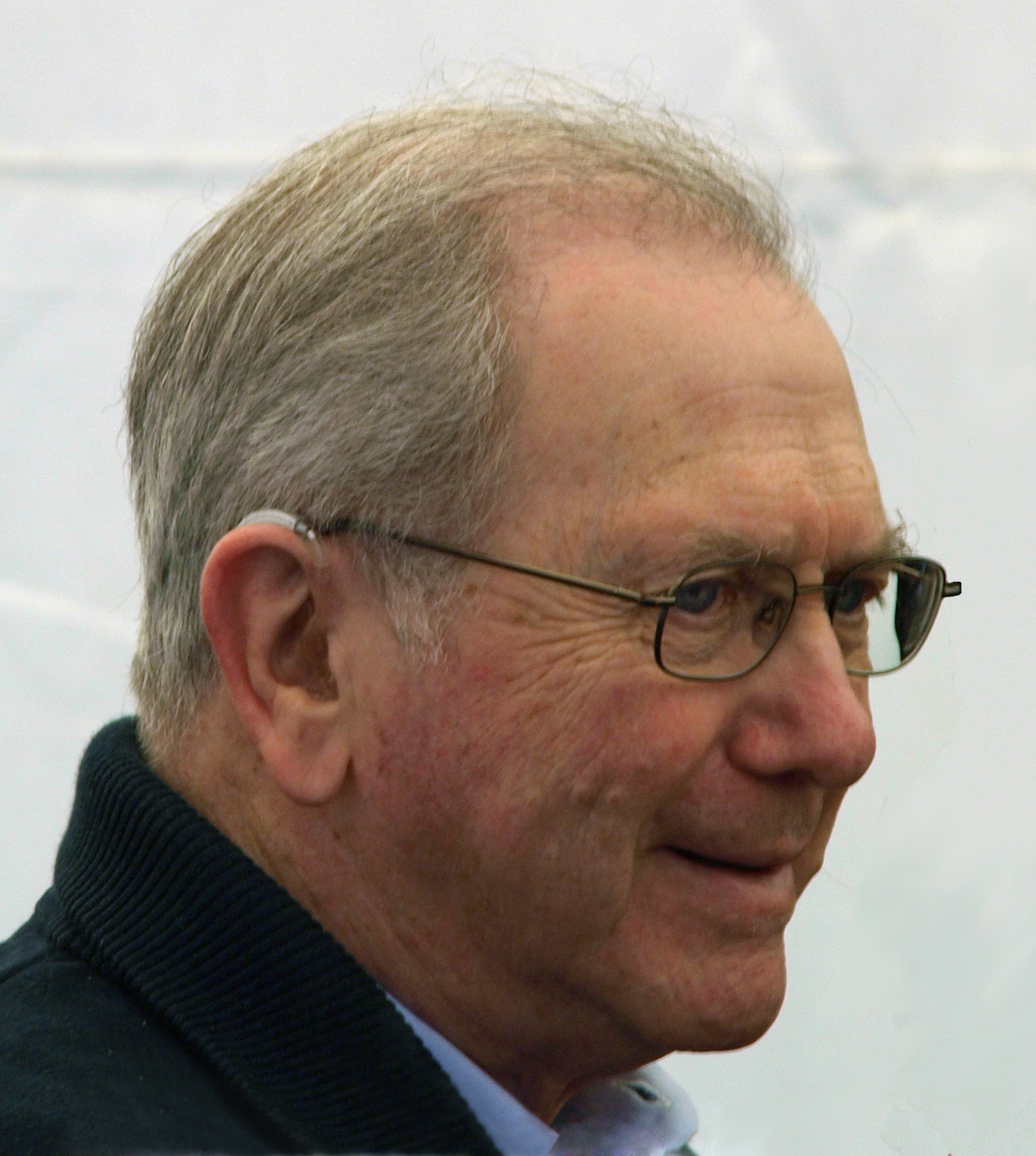
Noah Gordon (1926–2021)

###### Gordon, P
- Gordon, Pamela (* 1954), bermudische Politikerin
- Gordon, Patrick (1635–1699), schottischer General in russischen Diensten
- Gordon, Paul (1895–1984), deutscher Verleger, Literaturagent und Filmproduzent
- Gordon, Paul (1963–2016), US-amerikanischer Musiker, Komponist und Produzent
- Gordon, Peter (1882–1975), kanadischer Segler
- Gordon, Peter (1921–1991), neuseeländischer Politiker, Minister und Abgeordneter
- Gordon, Peter (1943–2016), britischer Radrennfahrer
- Gordon, Peter (* 1951), US-amerikanischer Komponist und Musiker
- Gordon, Phil (* 1951), US-amerikanischer Politiker
- Gordon, Phil (* 1970), US-amerikanischer Pokerspieler
- Gordon, Philip H. (* 1962), US-amerikanischer Politiker und Diplomat

###### Gordon, R
- Gordon, Rhett (* 1976), kanadischer Eishockeyspieler
- Gordon, Rich (* 1948), US-amerikanischer demokratischer Politiker
- Gordon, Richard (1921–2017), britischer Mediziner und Schriftsteller
- Gordon, Richard (1929–2017), US-amerikanischer Astronaut
- Gordon, Richard Lewis (1934–2014), US-amerikanischer Wirtschaftswissenschaftler
- Gordon, Rimario (* 1994), jamaikanischer Fußballspieler
- Gordon, Rish (* 1935), englische Glasgraveurin, die 1979 nach Australien emigrierte
- Gordon, Robby (* 1969), US-amerikanischer Automobilrennfahrer
- Gordon, Robert (1947–2022), US-amerikanischer Musiker
- Gordon, Robert B. (1855–1923), US-amerikanischer Politiker
- Gordon, Robert Jacob (1743–1795), niederländischer Entdecker, Soldat, Künstler, Naturalist und Linguist schottischer Abstammung
- Gordon, Roger (* 1949), US-amerikanischer Ökonom und Hochschullehrer
- Gordon, Ronald (1927–2015), britischer Theologe; Bischof von Portsmouth
- Gordon, Rosco (1928–2002), US-amerikanischer Blues-Pianist und Sänger
- Gordon, Ruth (1896–1985), US-amerikanische Schauspielerin und BühnenautorinRuth Gordon (1896–1985)

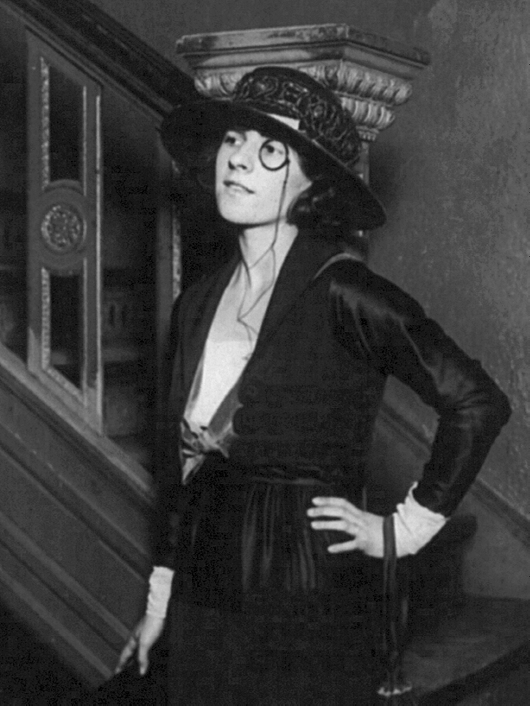
Ruth Gordon (1896–1985)

- Gordon, Ryan C., US-amerikanischer Programmierer

###### Gordon, S
- Gordon, S. T. (* 1959), US-amerikanischer Boxer
- Gordon, Samuel (1802–1873), US-amerikanischer Jurist und Politiker
- Gordon, Samuel Y. (1861–1940), US-amerikanischer Politiker
- Gordon, Sarah, Informatikerin
- Gordon, Scott (* 1963), US-amerikanischer Eishockeytorwart und -trainer
- Gordon, Seth (* 1974), US-amerikanischer Regisseur, Drehbuchautor und FilmproduzentSeth Gordon (* 1974)

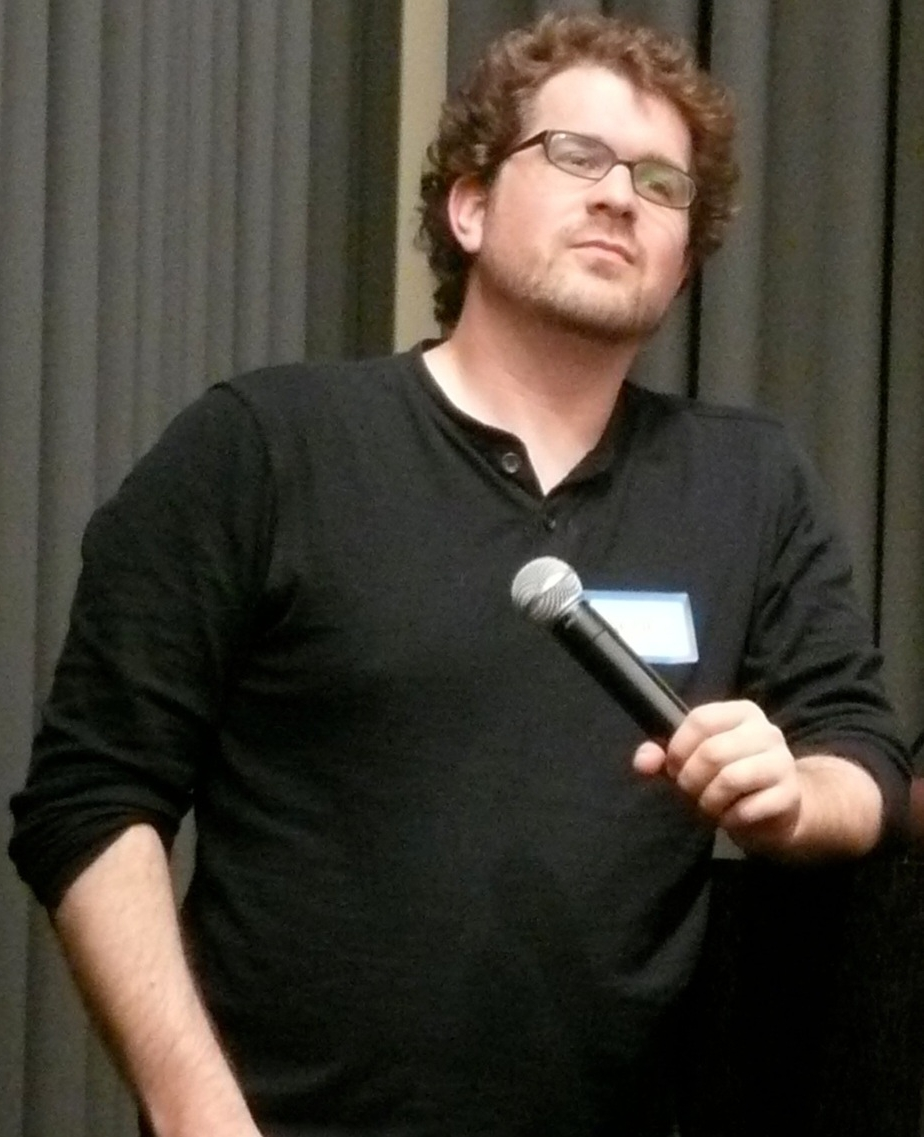
Seth Gordon (* 1974)

- Gordon, Shawna (* 1990), US-amerikanische Fußballspielerin
- Gordon, Shea (* 1998), nordirischer Fußballspieler
- Gordon, Shep (* 1945), US-amerikanischer Musikmanager, Künstleragent und Filmproduzent
- Gordon, Shirley (1927–2019), kanadische Hochspringerin
- Gordon, Shmuel (1909–1998), russischer Schriftsteller des Jiddischen
- Gordon, Solomon (* 2005), britischer Schauspieler
- Gordon, Stephen (* 1986), englischer Schachgroßmeister
- Gordon, Steve (1938–1982), US-amerikanischer Drehbuchautor und Regisseur
- Gordon, Stuart (1947–2009), schottischer Schriftsteller
- Gordon, Stuart (1947–2020), US-amerikanischer Regisseur, Produzent und Drehbuchautor (Horror- und Splatterfilme)
- Gordon, Susan (1949–2011), US-amerikanische Schauspielerin

###### Gordon, T
- Gordon, Thomas (1918–2002), US-amerikanischer Psychologe und FachautorThomas Gordon (1918–2002)

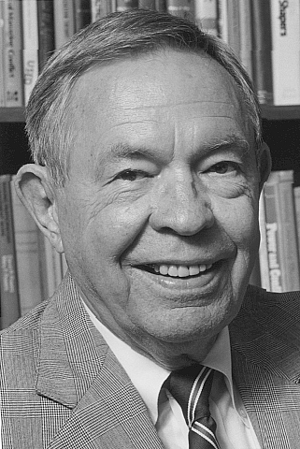
Thomas Gordon (1918–2002)

- Gordon, Thomas Dempster (1811–1894), schottischer Bibliophiler
- Gordon, Thomas Gisborne (1851–1935), irischer Rugby-Union-Spieler
- Gordon, Thomas S. (1893–1959), US-amerikanischer Politiker

###### Gordon, U
- Gordon, Uri (* 1976), anarchistischer Theoretiker und Aktivist

###### Gordon, W
- Gordon, Walter (1893–1939), deutscher Physiker
- Gordon, Walter A. (1894–1976), US-amerikanischer Jurist und Politiker
- Gordon, Walter L. (1906–1987), kanadischer Politiker
- Gordon, Waxey (1888–1952), US-amerikanischer Mobster
- Gordon, William (1763–1802), US-amerikanischer Politiker
- Gordon, William (1862–1942), US-amerikanischer Politiker der Demokratischen Partei
- Gordon, William E. (1918–2010), US-amerikanischer Astronom, Elektroingenieur und Physiker
- Gordon, William F. (1787–1858), US-amerikanischer Politiker
- Gordon, William, 1. Baronet (1654–1718), schottischer Adliger und Militär
- Gordon, William, 3. Baronet (1712–1751), schottisch-britischer Adliger und Militär
- Gordon, Willy (1918–2003), schwedischer Bildhauer
- Gordon, Winston (* 1976), britischer Judoka
- Gordon, Wycliffe (* 1967), amerikanischer Jazzmusiker
- Gordon, Wynter (* 1985), US-amerikanische Sängerin und Songwriterin

###### Gordon, Z
- Gordon, Zachary (* 1998), US-amerikanischer SchauspielerZachary Gordon (* 1998)

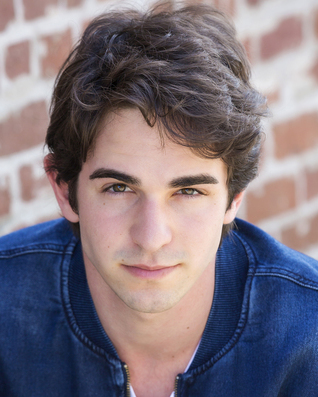
Zachary Gordon (* 1998)

##### Gordon-

###### Gordon-C
- Gordon-Canning, Robert (1888–1967), britischer politischer Aktivist
- Gordon-Cumming, Constance (1837–1924), schottische Reiseschriftstellerin und Malerin

###### Gordon-F
- Gordon-Finlayson, Robert (1881–1956), britischer General

###### Gordon-L
- Gordon-Lennox, Alexander (1911–1987), britischer Konteradmiral
- Gordon-Lennox, Charles, 10. Duke of Richmond (1929–2017), britischer Adliger und Politiker
- Gordon-Lennox, Charles, 11. Duke of Richmond (* 1955), britischer Peer
- Gordon-Lennox, Charles, 5. Duke of Richmond (1791–1860), britischer konservativer Politiker
- Gordon-Lennox, Charles, 6. Duke of Richmond (1818–1903), britischer konservativer Politiker, Mitglied des House of Commons
- Gordon-Lennox, Charles, 7. Duke of Richmond (1845–1928), britischer Adliger und Politiker, Mitglied des House of Commons
- Gordon-Lennox, Charles, 8. Duke of Richmond (1870–1935), britischer Adliger und Politiker
- Gordon-Lennox, Charles, Lord Settrington (1899–1919), britischer Adliger und Soldat
- Gordon-Lennox, Frederick, 9. Duke of Richmond (1904–1989), britischer Adliger und Motorsportler
- Gordon-Lennox, Victor (1897–1968), britischer Journalist
- Gordon-Levitt, Joseph (* 1981), US-amerikanischer SchauspielerJoseph Gordon-Levitt (* 1981)

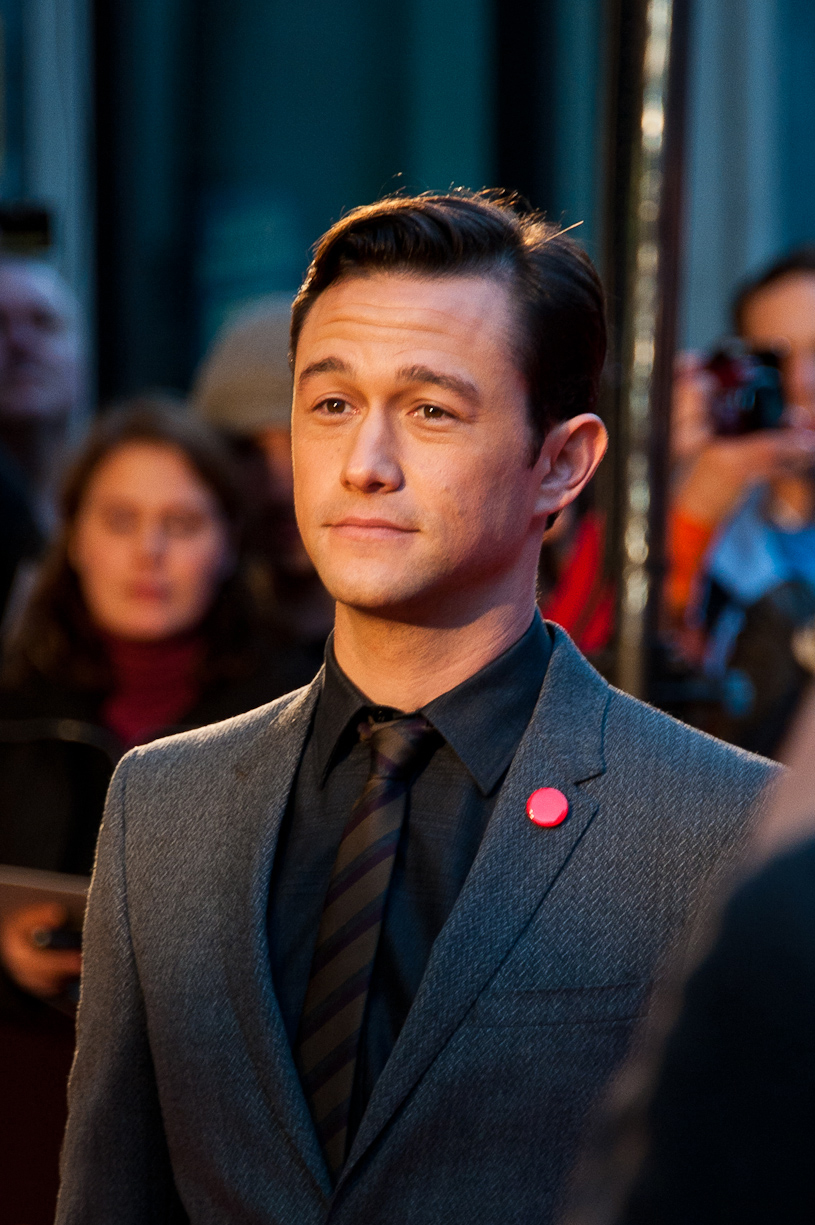
Joseph Gordon-Levitt (* 1981)

###### Gordon-R
- Gordon-Reed, Annette (* 1958), US-amerikanische Historikerin und Rechtswissenschaftlerin

###### Gordon-W
- Gordon-Walcher, Hertha (1894–1990), deutsche Kommunistin
- Gordon-Watson, Mary (* 1948), britische Reiterin
- Gordon-Woodhouse, Violet (1872–1948), britische Cembalistin und Clavicordistin

##### Gordone
- Gordone, Charles (1925–1995), US-amerikanischer Dramatiker und Schauspieler

##### Gordono
- Gordonoff, Anton (1893–1966), Schweizer Pharmakologe und Toxikologe

#### Gordow
- Gordow, Wassili Nikolajewitsch (1896–1950), sowjetischer Generaloberst

### Gordu
- Gördüm, Alize (* 1994), türkische Schauspielerin

### Gordy
- Gordy, Berry (* 1929), US-amerikanischer Produzent
- Gordy, Terry (1961–2001), US-amerikanischer Wrestler

### Gordz
- Gordziałkowski, Otto (1898–1994), polnischer Ruderer
- Gordzielik, Raffael (* 1985), deutscher Kraftsportler